# قائمة الأفلام المصرية سنة 1935
هذه قائمة بالأفلام المصرية لسنة 1935 مرتبة أبجديا
| اسم الفيلم | إخراج وكتابة                                         | بطولة                                                                                | مصدر  |
| ---------- | ---------------------------------------------------- | ------------------------------------------------------------------------------------ | ----- |
| وداد       | - اخراج : فريتز كرامب - تاليف : أحمد رامي            | - أم كلثوم - أحمد علام - مختار عثمان - منسى فهمي - فتوح نشاطي - كوكا                 | [ 1 ] |
| الدفاع     | - اخراج : يوسف وهبي - تاليف : يوسف وهبي              | - يوسف وهبي - أمينة رزق - حسين رياض - روحية خالد - أنور وجدي - بشارة واكيم           | [ 2 ] |
| دموع الحب  | - اخراج : محمد كريم - تاليف : جان بابتيست ألفونس كار | - محمد عبدالوهاب - نجاة علي - سليمان نجيب - سعاد فخري - محمد توفيق وهبي - فردوس محمد | [ 3 ] |
| عنتر أفندي | - اخراج : إستيفان روستي - تاليف : إستيفان روستي      | - مختار عثمان - منسى فهمي - سميرة خلوصي - حسن فايق - ثريا فخر الدين - محمد الكحلاوي  | [ 4 ] |